# Valaquenta
El Valaquenta es la segunda parte de El Silmarillion, una colección de mitos ficticios escritos por J. R. R. Tolkien y publicados en forma abreviada y condensada por su hijo Christopher Tolkien en 1977.

## Descripción
Valaquenta es usada como intermediario y conexión entre Ainulindalë, que se erige como cosmogonía de la Tierra Media y Quenta Silmarillion, una colección de historias míticas donde los primeros eventos importantes de la Tierra Media toman parte (ver El Silmarillion).
No es exactamente una historia en sí misma, ya que no hay secuencias ni acciones, Valaquenta es más que nada un listado; una especie de pie de página extendido en que se le dan características personales a cada divinidad mayor del universo de Tolkien. Estas divinidades son llamadas Valar, los Maiar y los 'Enemigos', que son Ainur que se pervirtieron y que están en la misma categoría que los Valar/Maiar. Para una descripción de la naturaleza divina de todos los Ainur, ver Ainulindalë.
Al igual que con el resto de los personajes de Tolkien, la naturaleza y el nombre de estos Ainur no son para nada incidentales. Están íntimamente ligados con elementos importantes de la historia y hechos futuros en los cuentos posteriores. En cierto grado Valaquenta da un significado y/o una 'genealogía' a muchas de las historias de Quenta Silmarillion; es prácticamente una especie de 'lista de personajes' del drama que está por venir, cuyo drama, de por sí (como una colección de cuentos místicos) provee un contexto fundacional para el mundo que vendrá luego, en donde se desarrollarán las historias de El hobbit y El Señor de los Anillos.

## Historia de la composición
Aunque se puede encontrar una descripción secuencial de los valar en El libro de los cuentos perdidos (comenzado a escribir entre 1916 y 1917, pero publicado en 1983 como el primer volumen de La historia de la Tierra Media), las primeras listas de valar que pueden ser comparadas con la de Valaquenta se encuentra en La formación de la Tierra Media, volumen 4 de La historia de la Tierra Media con el nombre de Quenta Noldorinwa (probablemente escrita en 1930, pero publicada por primera vez en 1986).
Estas descripciones ordenadas de Valaquenta deberían haberse convertido en el primer capítulo del Quenta Silmarillion, titulado De los Valar, pero por algún motivo inexplicable Christopher Tolkien decidió publicarlo de manera separada en una parte del libro completamente independiente. Nada permite indicar el por qué de esta decisión, ya que aunque Valaquenta no es un texto narrativo de secuencias y acciones (como ya se ha dicho), tampoco lo es De Beleriand y sus Reinos, capítulo que sí forma parte del Quenta Silmarillion, en donde se hace una descripción geográfica y territorial del mundo donde transcurren las historias. Además, Tolkien no parece haber considerado nunca la presentación de este último como separado.

## Resumen
Valaquenta resume el conocimiento que poseen los elfos sobre los Valar.
Eru (Ilúvatar), el único, crea a los Ainur (los sagrados) a partir de su pensamiento.
Los Ainur componen a pedido de Eru la Gran Música. Con esta música comenzó el mundo (llamado Eä), pues Eru hizo visible el canto de los Ainur. 
Eru permitió que aquellos Ainur que lo desearan, pudieran bajar y habitar en Eä (el mundo), el cual aún debía ser construido. Estos Ainur fueron llamados los Valar. 
Durante muchos milenios los Valar trabajaron para crear las cosas, animales y plantas que habitarían el mundo, en espera a de los primeros y segundos nacidos, los hijos de Ilúvatar (elfos y hombres). También debían preocuparse de Melkor, uno de los Valar más poderosos, pero que a causa de su envidia se corrompió, siendo el causante de las principales calamidades de los primeros nacidos, y de que el mundo no sea un lugar perfecto.
Más adelante, el relato se dedica a describir a los diferentes Valar, a los Maiar, que también son espíritus superiores pero de menor jerarquía de los Valar, y por lo tanto actuaban como sirvientes de estos. Finalmente se refiere a los enemigos de los Valar:  Melkor y Maiar corrompidos por Melkor, siendo los principales de estos los Valaraukar, también llamados Balrogs, y por supuesto Sauron.
- Datos: Q330898